# Mohanamico
Mohanamico é um gênero primata do período Mioceno, encontrado em La Venta. É incerto se é um ancestral de Callimico ou de Callicebus. Kay (1990) considera como táxon basal de Pitheciidae, ao passo que Rosenberg et al (1990) considera que essa espécie e Micodon são Callitrichinae.